# 桜堤駅
桜堤駅（さくらづつみえき）は、東京都小平市上水本町4丁目（当時は北多摩郡小平町鈴木新田）に存在した西武鉄道多摩湖線の駅。
国分寺 - 一橋大学（現、一橋学園）間に存在した。

## 概要
多摩湖線が玉川上水を渡るところにあった駅で、当初は上水の北側に設置されていた。しかし、北にあった小平学園都市に東京商科大学予科（現在の一橋大学小平校舎）が移転して来ることになり、通学用に商大予科前駅（後の一橋大学駅、1966年（昭和41年）に小平学園駅と統合されて一橋学園駅となり、廃駅）が新設されることになった際、あまりに近接しすぎていたために200メートル南に移設され、玉川上水の南の桜並木の中に収まった。
当時、玉川上水沿いの桜は「小金井桜」として知られており、花見の季節には多くの観光客が訪れた。当駅はその観光客目当ての観光駅で、「電車を降りなくても花見が出来ます」とのキャッチフレーズを引っさげて開業した駅であった。
また、多摩湖線の前身である多摩湖鉄道が乗客の伸び悩みに苦しんだ挙げ句の窮余の策として、当駅そばの広場で「列車の乗客に限り入場無料、それ以外は入場5銭」とする映画会を開いたこともある。これが大好評となり、入場料5銭よりも国分寺駅から当駅までの子供運賃の方が2銭安いことに気づいた近所の子供たちが、わざわざ国分寺まで歩いて列車に乗って来る珍事もあった。
その一方、当駅から厚生村駅まで数百メートル単位で駅が続いている状態であること、さらに元が観光駅であることから戦争末期の1945年（昭和20年）に休止され、戦後にそのまま廃駅となった。

## 歴史
- 1928年（昭和3年）4月6日 - 多摩湖鉄道により開業。場所は玉川上水の北側。
- 1933年（昭和9年）9月11日 - 商大予科前駅（後の一橋大学駅）開業により200メートル南、玉川上水の南側に移設。
- 1940年（昭和15年）3月12日 - 多摩湖鉄道の武蔵野鉄道への合併により同社の駅となる。
- 1945年（昭和20年）2月3日 - 休止。
- 1945年（昭和20年）9月22日 - 武蔵野鉄道が西武鉄道（初代）を併合し、西武農業鉄道が発足。同社の駅となる。
- 1946年（昭和21年）11月15日 - 西武農業鉄道が西武鉄道（2代）に改称。同社の駅となる。
- 1953年（昭和28年）1月15日 - 休止のまま廃駅。

## 隣の駅
西武鉄道
■多摩湖線（1953年1月現在）
東国分寺駅 - 桜堤駅 - 一橋大学駅

## 乗降客の推移
| 年度 | 乗車人員 | 降車人員 |
| ---- | -------- | -------- |
| 1934 | 17,610   | 13,854   |
| 1935 | 16,755   | 12,929   |

- 東京府統計書各年度版

## 廃駅後の状況
現在、跡地は玉川上水沿いの緑道として一体化して整備されてしまい、何も残されていない。なお、多摩湖線に並行する道路が玉川上水を渡る手前に、西武バスの「桜堤」バス停が存在する。